# 世德羅-伍利 (華盛頓州)
世德羅-伍利（Sedro-Woolley）位於美國華盛頓州斯卡吉特县。2010年美國人口普查時人口為10,540人。本市被包含於弗农山-阿纳科特斯都會統計區。

## 資料來源
1. ↑  . United States Census Bureau. 2011-02-12  [2011-04-23].
2. 1 2  . United States Census Bureau.   [2008-01-31].
3. ↑  . United States Geological Survey. 2007-10-25  [2008-01-31].

## 外部連結
- （英文）斯卡吉特日報：世德羅-伍利與斯卡吉特郡的歷史 （页面存档备份，存于）
- （英文）世德羅-伍利官方網站 （页面存档备份，存于）
- （英文）Loggerodeo網站 （页面存档备份，存于）
- （英文）世德羅-伍利博物館 （页面存档备份，存于）